# メイク・ミー・ユアーズ
「メイク・ミー・ユアーズ」（Make Me Yours）は、ルイジアナ州出身の歌手、ベティ・スワンが作詞作曲し、1967年に発表した楽曲。
Billboard Hot 100の21位、ビルボードR&Bチャートの1位を記録した。スワンの最大のヒット曲である。編曲はアーサー・ライト。

## カバー・バージョン
- シャーリー・ケイ - 1967年のシングル。
- Z・Z・ ヒル - 1967年のアルバム『A Whole Lot of Soul』に収録。
- メアリー・ウェルズ - 1968年のアルバム『Servin' Up Some Soul』に収録。
- アン・ピーブルス - 1969年のアルバム『This is Ann Peebles』に収録。
- ジャッキー・ムーア - 1977年のシングル。
- ハイ・エナジー - 1980年のアルバム『Hold On』に収録。
- ヴァネス・トーマス - 2009年のアルバム『Soul Sister Vol. One』に収録。